# The Hit Factory
The Hit Factory foi um estúdio de gravação localizado na cidade de Nova Iorque, Estados Unidos. Famoso por sua clientela, foi oficialmente fechado em 1 de abril de 2005. No entanto, outras sedes como em Miami, Florida, permaneceram abertas e em funcionamento.

## Artistas que gravaram no estúdio
Dentre os muitos artistas que gravaram no estúdio estão:
- Lali Espósito
- Lil Wayne
- Jay Sean
- Mariah Carey
- Jessica Simpson
- Jennifer Lopez
- Celine Dion
- Edyta Górniak
- Beyoncé
- Tarkan
- Tony Bennett
- Toni Braxton
- Danity Kane
- Dr. John
- Dream Theater
- Lil' Kim
- Missy Elliott
- Eve
- Foghat
- Big Daddy Kane
- Michael Jackson
- Alter Bridge
- Lenny Kravitz
- LL Cool J
- John Lennon
- Joss Stone
- Madonna
- Matchbox Twenty
- Paul McCartney
- Talking Heads
- Nelly Furtado
- Namie Amuro
- The Notorious B.I.G.
- Ruslana
- KRS-One
- Jay-Z
- Lords of the Underground
- TLC
- Kool G. Rap
- Masta Ace
- Eric B. & Rakim
- Nas
- Pete Rock
- Scarface
- Dr. Dre
- Run-D.M.C.
- Santana
- Shakira
- Bruce Springsteen
- Sting
- Clay Aiken
- Barbra Streisand
- Paul Simon
- Timbaland
- T-Pain
- Utada Hikaru
- U2
- Luther Vandross
- Stevie Wonder
- Maná
- The Corrs
- Six Feet Under
- 50 Cent
- Fergie
- Dulce María
- Symphony X

## Locais
Os estúdios ocuparam vários espaços em Midtown West, Times Square e Noho. Localizações:
- 7ª Avenida (The Hit Factory) 1969-1972
- 353 West 48th Street, (The Hit Factory, West 48th Street) 1972–1981
- 237 West 54th Street (The Hit Factory da Broadway), 1981–2002
- 130 West 42nd Street (The Hit Factory Times Square), 1987–1992
- 31–37 Whitfield Street (The Hit Factory Londres), 1989–1993
- 1755 NE 149th Street (The Hit Factory Miami), 1998–2012
- 421 West 54th Street (The Hit Factory), 1992–2005
- 676 Broadway (The Hit Factory, Noho), 2008–presente

## Álbum do Ano Grammy Awards
The Hit Factory tem 10 vitórias e 33 indicações para Álbum do Ano:
- 1977 "Songs in the Key of Life" Stevie Wonder
- 1982 "Double Fantasy" John Lennon e Yoko Ono
- 1987 "Graceland" Paul Simon
- 1992 "Unforgettable... With Love" Natalie Cole
- 1994 "The Bodyguard" Whitney Houston
- 1997 "Falling Into You" Celine Dion
- 1999 "The Miseducation Of Lauryn Hill" Lauryn Hill
- 2000 "Supernatural" Santana
- 2012 "21" Adele
- 2023 "Mañana Será Bonito" Karol G (Latin Grammy Award)

## Oscar de Melhor Canção Original
The Hit Factory tem três vitórias e sete indicações para Melhor Canção Original
- 1988 Working Girl "Let the River Run" de Carly Simon
- 1995 Pocahontas "Colors of the Wind" de Alan Menken e Stephen Schwartz
- 1997 Titanic "My Heart Will Go On" de James Horner e Will Jennings (Celine Dion)

## Última sessão de gravação de John Lennon
A conscientização pública de The Hit Factory aumentou após a morte de John Lennon em 8 de dezembro de 1980. Lennon havia gravado seu último álbum na The Hit Factory na 353 West 48th Street, um fato mencionado em alguns relatos de jornais sobre o assassinato. Há relatos contraditórios sobre se ele estava gravando e mixando na The Hit Factory ou na vizinha Record Plant no dia em que foi assassinado. A maioria das publicações dá a Record Plant como o local, assim como o produtor Jack Douglas e outros que estavam com Lennon naquele dia. No entanto, Keith Badman, não uma testemunha ocular, escreve em seu livro The Beatles: After the Break-up, 1970-2000 que Lennon estava na The Hit Factory na noite de seu assassinato. Ele também escreve que Lennon esteve no estúdio nos dias anteriores trabalhando e mixando faixas para Yoko Ono.